# Prosektor
Prosektor är en titel för forskare i vissa ämnen vid medicinsk fakultet, till exempel anatomi och patologi, med tjänsteställning närmast under professor. I Sverige inrättades dylika befattningar på 1700-talet och fanns fram till 1969, då titeln ändrades till biträdande professor.

## Annan betydelse
Person som utför dissektion med ändamålet att studera den anatomiska strukturen hos ett objekt, växt- eller kroppsdel för att kartlägga och illustrera densamma.